# Skyscraper
Skyscraper je drugi (prvi LP) studijski album Davida Leeja Rotha nakon odlaska iz sastava Van Halen snimljen 1988.g. Posebnost na albumu pridonosi gitarist Steve Vai kojemu je to i zadnji album s Rothom. Producenti albuma su David Lee Roth i Steve Vai. Na albumu se nalazi 10 pjesama i album je zabilježio veliki uspjeh.

## Popis pjesama
1. "Knucklebones" (Bissonette/Roth) – 3:18
2. "Just Like Paradise" (Roth/Tuggle) – 4:03
3. "The Bottom Line" (Roth/Vai) – 3:37
4. "Skyscraper" (Roth/Vai) – 3:38
5. "Damn Good" (Roth/Vai) – 5:49
6. "Hot Dog and a Shake" (Roth/Vai) – 3:19
7. "Stand Up" (Roth/Tuggle) – 4:39
8. "Hina" (Roth/Vai) – 4:40
9. "Perfect Timing" (Roth/Tuggle) – 3:41
10. "Two Fools a Minute" (Roth/Vai) – 4:28

## Popis glazbenika i ostalih osoba s albuma
- David Lee Roth - Vokal, Producent, Ideja, Dizajn omota
- Steve Vai - Gitara, Usna harmonika (Alto), Producent ,Graditelj
- Billy Sheehan - Bass, Pozadinski vokal
- John Batdorf - Pozadinski vokal
- Gregg Bissonette - Udaraljke, Bubnjevi, Pozadinski vokal
- Peter Doell - Graditelj
- Gary Falcone - Pozadinski vokal
- Tommy Funderburk - Pozadinski vokal
- Bernie Grundman - Mastering
- Steve Holroyd - Graditelj
- Tom Kelly - Pozadinski vokal
- Magic Moreno - Graditelj, Mixanje
- Doug Parry - Graditelj
- Joe Pizzulo - Pozadinski vokal
- Brett Tuggle - Sintisajzer, Programer, Pozadinski vokal
- Gary Wagner - Graditelj
- Dr. Funk PhD - Bass
- Todd Grace - Programer Sintisajzer Programer
- Richie Raposa - Programer, Sintesajzer Programer
- Marnie Riley - Graditelj
- Stephen Shelton - Graditelj
- Pete Angelus - Ideja, Dizajn omota
- Galen Rowell - Fotograf
- Paul Levy - Graditelj
- Bob Cats - Mixanje
- Vigon Seireeni - Ilustracije
- Gina Vivona - Ilustracije